# Теневой кабинет Риши Сунака
Теневой кабинет Риши Сунака сформирован 8 июля 2024 года после поражения консерваторов на парламентских выборах 4 июля 2024 года и сменил теневой кабинет Кира Стармера.
5 ноября 2024 года по завершении выборов нового лидера партии сформирован консервативный теневой кабинет Кеми Баденок.

## Список членов Кабинета
| Должность                                                                          | Теневой министр                         | Период |
| ---------------------------------------------------------------------------------- | --------------------------------------- | ------ |
| Лидер оппозиции Его Величества                                                     | Риши Сунак, лидер Консервативной партии |        |
| заместитель лидера Консервативной партии теневой канцлер герцогства Ланкастерского | Оливер Доуден                           |        |
| теневой канцлер Казначейства                                                       | Джереми Хант                            |        |
| теневой министр иностранных дел, по делам Содружества и международного развития    | Эндрю Митчелл                           |        |
| теневой министр внутренних дел                                                     | Джеймс Клеверли                         |        |
| теневой министр обороны                                                            | Джеймс Картлидж                         |        |
| теневой министр юстиции                                                            | Эдвард Аргар                            |        |
| теневой министр науки, инноваций и технологий                                      | Эндрю Гриффит                           |        |
| теневой министр здравоохранения и социального обеспечения                          | Виктория Аткинс                         |        |
| теневой министр выравнивания, жилищного хозяйства и общин                          | Кеми Баденок                            |        |
| теневой министр окружающей среды, продовольствия и сельского хозяйства             | Стивен Баркли                           |        |
| теневой лидер Палаты общин                                                         | Крис Филп                               |        |
| теневой лидер Палаты лордов                                                        | лорд Тру                                |        |
| теневой министр предпринимательства и торговли                                     | Кевин Холлинрейк                        |        |
| теневой министр энергетической безопасности и углеродной нейтральности             | Клэр Коутиньо                           |        |
| теневой министр труда и пенсий                                                     | Мэл Страйд                              |        |
| теневой министр образования                                                        | Дэмиан Хайндс                           |        |
| теневой министр транспорта                                                         | Хелен Уотли                             |        |
| теневой министр культуры, средств массовой информации и спорта                     | Джулия Лопес                            |        |
| теневой министр по делам Северной Ирландии                                         | Алекс Бургхарт                          |        |
| теневой министр по делам Шотландии                                                 | Джон Ламонт                             |        |
| теневой министр по делам Уэльса                                                    | барон Дэвис Гауэрский                   |        |
| Также имеют право участвовать в заседаниях теневого кабинета                       |                                         |        |
| главный парламентский организатор оппозиции                                        | Стюарт Эндрю                            |        |
| теневой главный секретарь Казначейства                                             | Лора Тротт                              |        |
| теневой генеральный атторней                                                       | Джереми Райт                            |        |
| теневой генеральный казначей                                                       | Джон Глен                               |        |
| теневой младший министр безопасности                                               | Том Тугендхат                           |        |
| теневой младший министр по делам ветеранов                                         | Эндрю Боуи                              |        |
| теневой младший министр по делам женщин и равенства                                | Мимз Дэвис                              |        |